# Arbeitstherapie

Historisches Bild: Arbeitstherapie in den frühen Anfängen

Als Arbeitstherapie bezeichnet man die stufenweise Heranführung von Patienten mit psychischen Störungen, körperlichen oder geistigen Behinderungen an die arbeitsweltlichen Grundanforderungen. Im Wesentlichen wird die Arbeit hierbei als therapeutisches Mittel eingesetzt.
Durch Arbeitsleistung sollen Eigenschaften wie z. B. Selbstvertrauen, Übernahme von Verantwortung, Belastbarkeit und Konzentration, Anpassungs- und Ausdauerfähigkeiten, Gewöhnung an Zeitstrukturen, Teamarbeit und das Erfassen von Arbeitsvorschriften gefördert und gefestigt werden.
In Einzel- oder Gruppentherapie werden dabei von den Klienten einfachere Arbeiten verrichtet, wobei der Schwierigkeitsgrad kontrolliert und stufenweise gesteigert wird. In der sog. „Entlassungsstufe“ soll die maximale individuelle Leistungsfähigkeit bzw. die durchschnittliche Leistungsfähigkeit eines Gesunden annähernd erreicht sein. In der Arbeitstherapie sind die Klienten auf dem Weg vom Patienten zum Arbeitnehmer.
Die Arbeitstherapie sollte ressourcenorientiert gestaltet werden. Die Klienten sollen durch das Ausbauen ihrer Stärken defizitorientierte Denkweisen in den Hintergrund treten lassen.
Die Verhaltenstherapie und die Systemische Therapie beinhalten Elemente, die eine förderliche Gestaltung der Arbeitstherapie unterstützen.
Idealerweise sollten in der Arbeitstherapie Arbeitserzieher oder Ergotherapeuten tätig sein. Sie haben durch die Ausbildungsinhalte eine entsprechende Qualifikation.
Einen wichtigen Schwerpunkt bildet die Arbeitstherapie im Maßregelvollzug. Die psychisch erkrankten Straftäter gehen dort im Rahmen der Arbeitstherapie einer Tätigkeit nach. Mit dem therapeutischen Mittel Arbeit entwickeln, festigen und fördern Patienten ihre instrumentellen Fähigkeiten und Fertigkeiten und erlangen sozio-emotionale Kompetenzen. So findet ein „Nachreifen“ der Kompetenzen statt. In Kombination mit anderen therapeutischen Interventionen kann erreicht werden, dass Patienten nach der Entlassung ein straffreies Leben führen können.